# Aermacchi M-345 HET

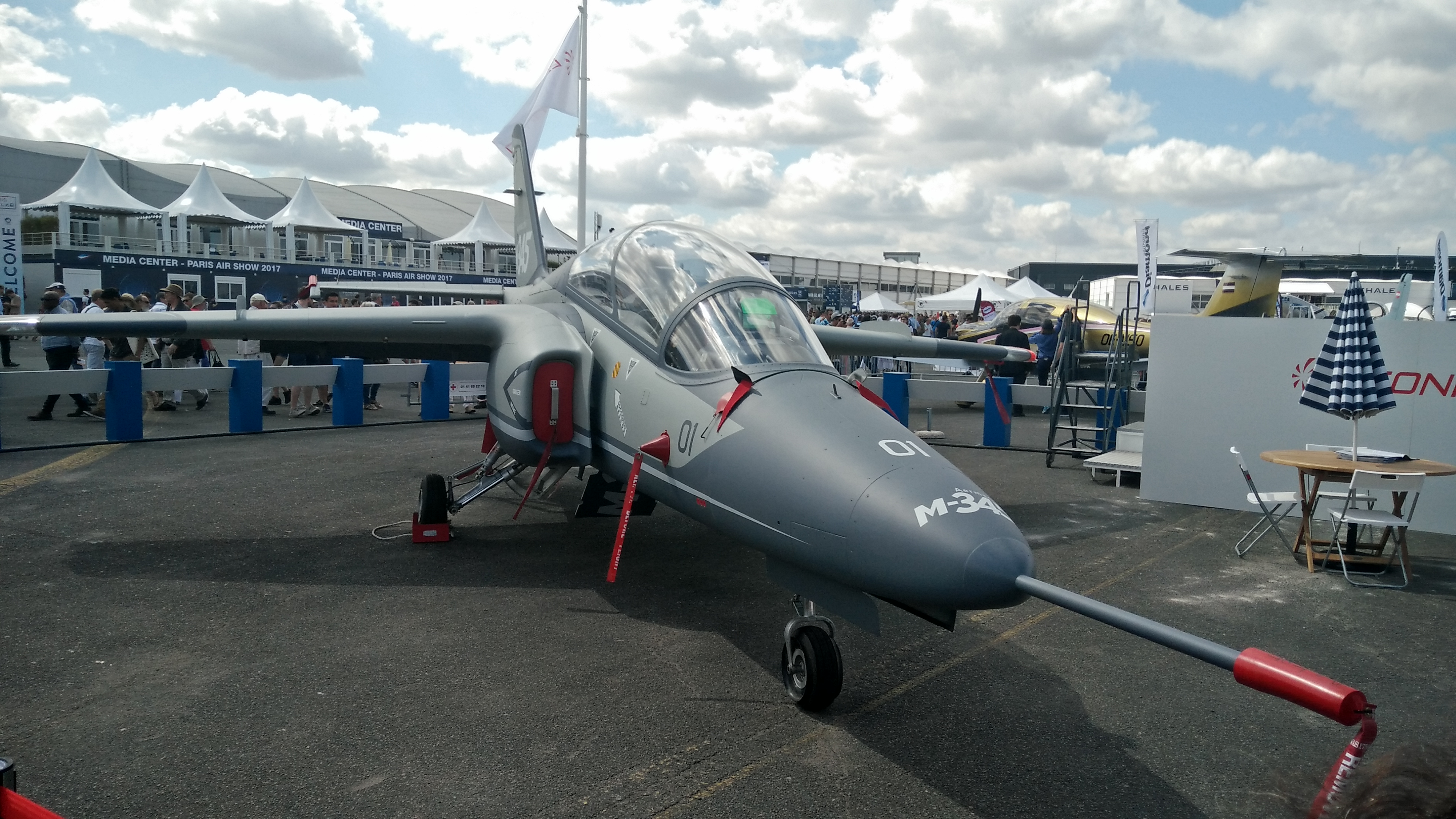

L'Aermacchi M-345 HET est un avion biplace d’entraînement militaire avancé, fabriqué par Aermacchi, la division aéronautique du groupe aérospatial italien Leonardo. Il dérive de l'Aermacchi M-311.

## Historique du projet

### Aermacchi M-345HET
Le premier vol du M-345 HET de série a lieu le 21 décembre 2018.

### Histoire opérationnelle
Les deux premières unités d'une commande espérée de 45 appareils sont livrés à l'armée de l'air italienne le 23 décembre 2020. Les Frecce Tricolori devraient en être équipées.